# Otradov
Otradov är en ort i Tjeckien.   Den ligger i regionen Pardubice, i den centrala delen av landet, 120 km öster om huvudstaden Prag. Otradov ligger 499 meter över havet och antalet invånare är 301.
Terrängen runt Otradov är platt norrut, men söderut är den kuperad. Terrängen runt Otradov sluttar norrut. Runt Otradov är det ganska tätbefolkat, med 60 invånare per kvadratkilometer. Närmaste större samhälle är Vysoké Mýto, 19,7 km norr om Otradov. Omgivningarna runt Otradov är en mosaik av jordbruksmark och naturlig växtlighet.